# Placówka Straży Celnej „Libuchora”

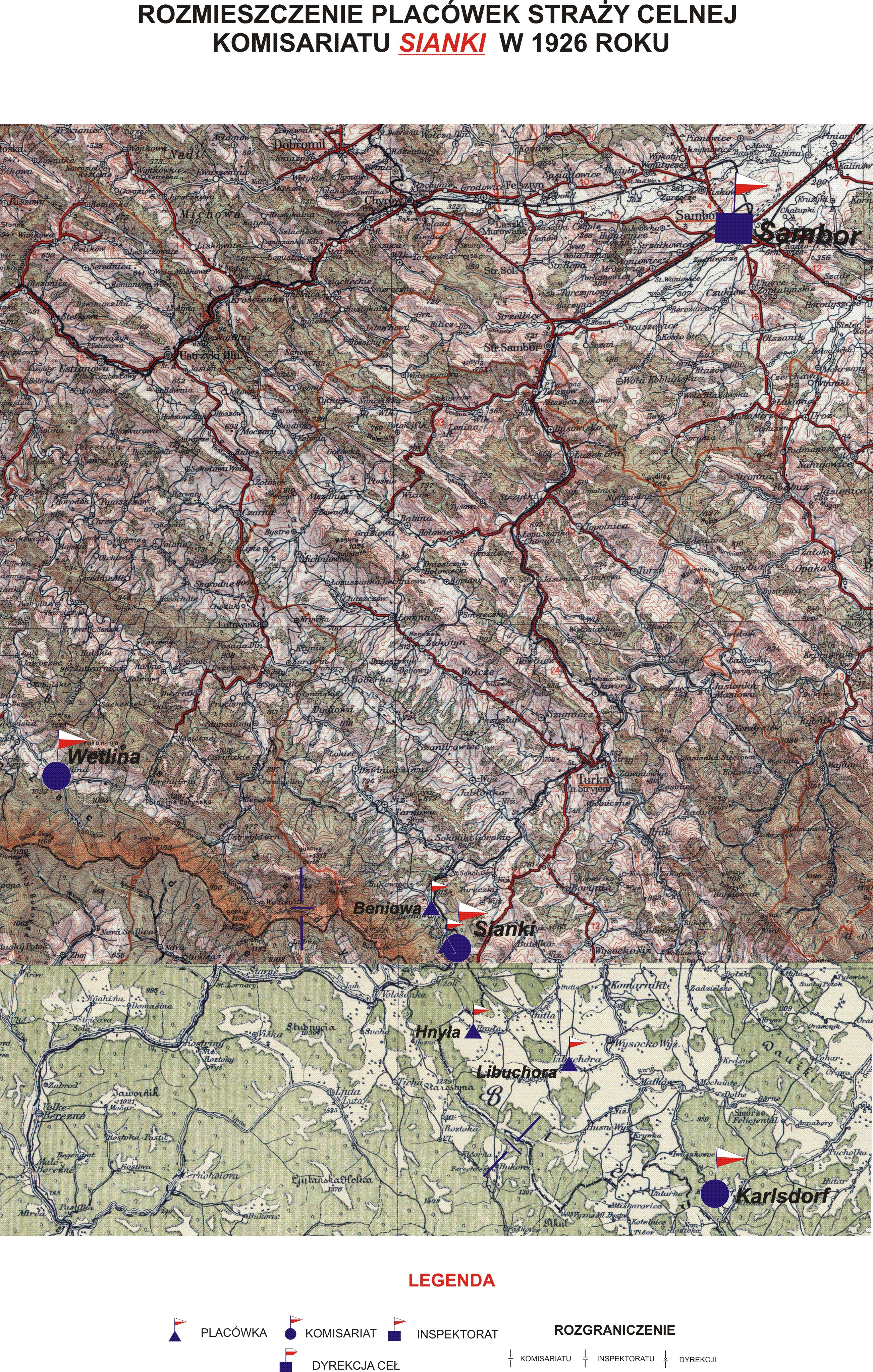
Rozmieszczenie placówek SC Komisariatu Sianki w 1926 r.

Placówka Straży Celnej „Libuchora” – jednostka organizacyjna Straży Celnej pełniąca w okresie międzywojennym służbę ochronną na granicy polsko-czechosłowackiej.

## Formowanie i zmiany organizacyjne
Na wniosek Ministerstwa Skarbu, uchwałą z 10 marca 1920 roku, powołano do życia Straż Celną. Jednostki Straży Celnej rozpoczęły przejmowanie odcinków granicy od pododdziałów Batalionów Celnych. W 1921 roku w Siankach stacjonował sztab 2 kompanii 12 batalionu celnego. Kompania wystawiała między innymi placówkę w Libuchorze. Proces tworzenia Straży Celnej trwał do końca 1922 roku. Placówka Straży Celnej „Libuchora” weszła w podporządkowanie komisariatu Straży Celnej „Sianki” z Inspektoratu SC „Sambor”.
W drugiej połowie 1927 roku przystąpiono do gruntownej reorganizacji Straży Celnej. W praktyce skutkowało to rozwiązaniem tej formacji granicznej. Ochronę północnej, zachodniej i południowej granicy państwa przejęła powołana z dniem 2 kwietnia 1928 roku Straż Graniczna.
Rozkazem nr 5 z 16 maja 1928 roku w sprawie organizacji Małopolskiego Inspektoratu Okręgowego dowódca Straży Granicznej gen. bryg. Stefan Pasławski powołał komisariat Straży Granicznej „Wysocko Niżne”, a 8 września 1828 dowódca Straży Granicznej rozkazem nr 6  w sprawie organizacji Małopolskiego Inspektoratu Okręgowego podpisanym w zastępstwie przez mjr. Wacława Szpilczyńskiego ustanowił placówkę Straży Granicznej I linii „Libuchora”.

## Funkcjonariusze placówki
Kierownicy placówki
| stopień    | imię i nazwisko, numer | okres pełnienia służby | kolejne stanowisko |
| ---------- | ---------------------- | ---------------------- | ------------------ |
| przodownik | Zygmunt Brudny (70)    | był w 1926             |                    |

Obsada personalna placówki w 1926:
- przodownik Zygmunt Brudny (70)
- starszy strażnik Stanisław Florczak (332)
- strażnik Franciszek Kawka (984)
- strażnik Wawrzyniec Glanc (948)
- strażnik Kazimierz Wiśniewski (949)
- strażnik Władysław Słomiński (1895)
- strażnik Stanisław Micał (1874)
- strażnik Jan Filipowicz (1929)
- strażnik Ludwik Studniarski (1580)
- strażnik Feliks Stasierski (1599)
- strażnik Stanisław Kaźmierczak (1615)